# Jennifer Blanc
Jennifer Blanc, nata Jennifer Tara (New York, 21 aprile 1974), è un'attrice statunitense.
È la moglie dell'attore Michael Biehn.

## Filmografia

### Cinema
- Old Enough, regia di Marisa Silver (1984)
- Il corvo (The Crow), regia di Alex Proyas (1994)
- La famiglia Brady (The Brady Bunch Movie), regia di Betty Thomas (1995)[2]
- Balto, regia di Simon Wells (1995)
- Saving Grace, regia di George Kearney (1997)
- Una sporca missione o Armate per uccidere (Dead Man Can't Dance), regia di Stephen Milburn Anderson e Hubert C. de la Bouillerie (1997)
- The Ride, regia di Michael O. Sajbel (1997)
- Fish Without a Bicycle, regia di Brian Austin Green (2003)
- Il desiderio più grande (The Third Wish), regia di Shelley Jensen (2005)
- Deer Creek Road, regia di Jill Sayre (2008)
- West of Brooklyn, regia di Danny Cistone (2008)
- Quality Time, regia di Chris LaMont (2008)
- Prank, regia di Ellie Cornell, Danielle Harris e Heather Langenkamp (2008)
- Saving Grace B. Jones, regia di Connie Stevens (2009)
- The Things We Carry, regia di Ian McCrudden (2009)
- Nuclear Family, regia di Kyle Rankin (2010)
- The Jack of Spades, regia di Miceal Og O'Donnell (2010)
- The Blood Bond, regia di Michael Biehn e Antony Szeto (2010)
- Stanley DeBrock', regia di Derek Wayne Johnson (2011)
- The Absent, regia di Sage Bannick (2011)
- The Divide, regia di Xavier Gens (2011)
- Puncture, regia di Adam Kassen e Mark Kassen (2011)
- The Victim, regia di Michael Biehn (2011)
- Jacob, regia di Larry Wade Carrell (2011)
- Yellow Rock, regia di Nick Vallelonga (2011)
- From Darkness, regia di Andrew C. Erin (2011)
- Bad Ass, regia di Craig Moss (2012)

### Televisione
- Beverly Hills 90210 - serie TV, episodio 1x03 (1990)
- Hull High - serie TV, 8 episodi (1990)
- Sposati... con figli (Married... with Children) - serie TV, episodio 5x25 (1991)
- Cinque incredibili donne (Pink Lightning), regia di Carol Monpere - film TV (1991)
- Lifestories: Families in Crisis - serie TV, episodio 1x04 (1992)
- Bayside School (Saved by the Bell) - serie TV, episodio 4x06 (1992)
- The Mommies - serie TV, 13 episodi (1993-1994)
- Cool and the Crazy, regia di Ralph Bakshi - film TV della serie Rebel Highway (1994)
- Sweet Justice - serie TV, episodio 1x04 (1994)
- Cinque in famiglia (Party of Five) - serie TV, 8 episodi (1994-1995)
- Un tragico risveglio (Awake to Danger), regia di Michael Tuchner - film TV (1995)[3]
- Il cliente (The Client) - serie TV, episodio 1x06 (1995)
- Grace Under Fire - serie TV, episodio 6x13 (1996)
- L'amica del cuore (Friends 'Til the End), regia di Jack Bender - film TV (1997)
- Il tocco di un angelo (Touched by an Angel) - episodio 3x23 (1997)
- Ultime dal cielo (Early Edition) - serie TV, episodio 3x06 (1998)
- Providence - serie TV, episodio 1x12 (1999)
- The Expendables, regia di Janet Meyers - film TV (2000)
- Kiss Tomorrow Goodbye, regia di Jason Priestley - film TV (2000)
- Dark Angel - serie TV, 13 episodi (2000-2001)
- CSI - Scena del crimine (CSI: Crime Scene Investigation) - episodio 5x23 (2005)
- Veronica Mars - serie TV, episodio 3x15 (2007)
- C'è sempre il sole a Philadelphia (It's Always Sunny in Philadelphia) - serie TV, episodio 5x01 (2009)
- Southland - serie TV, episodio 3x04 (2011)

## Doppiatrici italiane
Nelle versioni in italiano delle opere in cui ha recitato, Jennifer Blanc è stata doppiata da:
- Francesca Fiorentini in CSI - Scena del crimine[4]